# SV Alemannia Waldalgesheim
SV Alemannia 1910 e.V. Waldalgesheim é uma agremiação alemã, fundada em 1910, sediada em Waldalgesheim, na 
Renânia-Palatinado. A associação, além do futebol, contêm departamentos de basquetebol, tênis e fitness. Teve a honra de ser o primeiro adversário de Wendell que jogava no Bayer Leverkusen.

## História
Como outros clubes de todo o país, o Waldalgesheim enfrentou as dificuldades causadas pela Primeira Guerra Mundial, mas sobreviveu ao conflito para se tornar campeão invicto da C-Klasse na temporada 1926-1927. O sucesso prosseguiu com o título da B-Klasse no ano seguinte. 
Em 1930, o clube já possuía o seu campo de jogo e ainda fazia parte da B-Klasse antes da eclosão da Segunda Guerra Mundial. A equipe principal suspendeu as atividades durante a guerra, enquanto o time de jovens permaneceu ativo. O SV voltou a jogar em 1946 e, em 1950, foi jogar na 2. Amateurliga Rheinland (IV). Por quase duas décadas, o clube permaneceu em nível local e alternando entre a A-B-Klasse.
O time chegou à 2. Amateurliga Rheinhessen e Bezirksliga Rheinhessen no decorrer dos anos 1970 antes de sofrer o descenso. Um retorno à Bezirksliga, em 1989, foi seguido por uma lenta subida em direção à Landesliga Südwest-Ost (VI). A equipe ainda chegou à Verbandsliga Südwest (V) ao ser campeã na temporada 2003-2004. Um segundo lugar nessa divisão na temporada 2007-2008 promoveu o clube à Oberliga Südwest (V), na qual ainda milita.

## Títulos
- Bezirksliga Rheinhessen (VI) Campeão: 1997;
- Landesliga Südwest/Ost (V) Campeão: 2004;

## Cronologia recente
| Temporada | Divisão                     | Posição |
| 2003–04   | Landesliga Südwest-Ost (VI) | 1ª ↑    |
| 2004–05   | Verbandsliga Südwest (V)    | 9ª      |
| 2005–06   | Verbandsliga Südwest        | 8ª      |
| 2006–07   | Verbandsliga Südwest        | 2ª      |
| 2007–08   | Verbandsliga Südwest        | 2ª ↑    |
| 2008–09   | Oberliga Südwest (V)        | 15ª     |
| 2009–10   | Oberliga Südwest            | 9ª      |
| 2010–11   | Oberliga Südwest            | 12ª     |
| 2011–12   | Oberliga Südwest            | 17ª ↓   |

## Fonte
- Grüne, Hardy (2001). Vereinslexikon. Kassel: AGON Sportverlag ISBN 3-89784-147-9